# 班玛蒿
班玛蒿（学名：Artemisia baimaensis）为菊科蒿属的植物，是中国的特有植物。分布在中国大陆的青海等地，生长于海拔3,440米的地区，一般生长在林缘地区，目前尚未由人工引种栽培。